# Príslop (pod Sokolim)
Príslop (916 m) – głęboka przełęcz w północnej (tzw. Krywańskiej) części grupy górskiej Mała Fatra na Słowacji.
Leży w bocznej odnodze tej grupy górskiej, odgałęziającej się od głównego grzbietu we wzniesieniu zwanym Koniarky (ok. 1535 m), w rejonie przełęczy Bublen (mniej więcej w połowie odległości między Wielkim a Małym Krywaniem). Rozdziela Baraniarky (1270 m, ostatni szczyt ww. odnogi) na południu od masywu Sokolia na północy. Jej wschodnie stoki tworzą dość szeroką dolinkę, którą spływa potok uchodzący w Dolinie Wratnej przy tzw. Starym Dworze (słow. Starý dvor) do Vrátňanki. Stoki zachodnie opadają w nieco głębszą dolinkę, którą spływa drobny ciek wodny, wpadający do potoku Veľká Bránica w dolinie Wielka Branica. Na przełęczy znajduje się niewielka polana.

## Turystyka
Przez przełęcz prowadzi dość wygodna dróżka z Vrátnej doliny do Wielkiej Branicy, jednak nie ma ona obecnie znaczenia turystycznego, gdyż znakowany szlak turystyczny niebieski wyprowadza na Príslop jedynie od strony Wratnej. Z przełęczy wiodą znakowane szlaki:
  Starý dvor – Príslop – Baraniarky – Maľe sedlo – Žitné – Veľké sedlo – Kraviarske – Sedlo za Kraviarskym – Chrapáky – Snilovské sedlo.
 w masyw Sokoliego: Sokolie, hrebeň – Malé nocľahy